# Цілочислові задачі лінійного програмування
Цілочислові задачі лінійного програмування — задачі математичного програмування, в яких крім умови цілочисельності всі обмеження та цільова функція є лінійними. 
Умова цілочисловості є по суті нелінійною і може зустрічатися в задачах, що містять як лінійні, так і нелінійні функції. До цілочислового програмування належать також ті задачі оптимізації, в яких змінні набувають лише двох значень: 0 або 1 (бульові, або бінарні змінні).
Задача математичного програмування, змінні якої мають набувати цілих значень, називається задачею цілочислового програмування. У тому разі, коли цілочислових значень мають набувати не всі, а одна чи кілька змінних, задача називається частково цілочисловою.

## Економічна і математична постановка цілочислової задачі лінійного програмування
Існує доволі широке коло задач математичного програмування, в економіко-математичних моделях яких одна або кілька змінних мають набувати цілих значень. Наприклад, коли йдеться про кількість верстатів у цеху, тварин у сільськогосподарських підприємствах тощо.
Зустрічаються також задачі, які з першого погляду не мають нічого спільного з цілочисловими моделями, проте формулюються як задачі цілочислового програмування. Вимоги дискретності змінних в явній чи неявній формах притаманні таким практичним задачам, як вибір послідовності виробничих процесів; календарне планування роботи підприємства; планування та забезпечення матеріально-технічного постачання, розміщення підприємств, розподіл капіталовкладень, планування використання обладнання тощо.